# Барятіно (Барятінський район)
Барятіно (рос. Барятино) — село Калузької області Росії. Адміністративний центр сільського поселення «Село Барятіно» та Барятінського району Калузької області.

## Географія
Барятіно розташоване у 138 кілометрах на південний захід від обласного центру міста Калуга, до Москви — 260 кілометрів. У селі є залізнична станція Барятінська, на лінії Смоленськ—Сухиничі. Залізничні колії на станції не електрифіковані.

## Клімат
| Кліматограма Барятіно                                                | Кліматограма Барятіно | Кліматограма Барятіно | Кліматограма Барятіно | Кліматограма Барятіно | Кліматограма Барятіно | Кліматограма Барятіно | Кліматограма Барятіно | Кліматограма Барятіно | Кліматограма Барятіно | Кліматограма Барятіно | Кліматограма Барятіно |
| -------------------------------------------------------------------- | --------------------- | --------------------- | --------------------- | --------------------- | --------------------- | --------------------- | --------------------- | --------------------- | --------------------- | --------------------- | --------------------- |
| С                                                                    | Л                     | Б                     | К                     | Т                     | Ч                     | Л                     | С                     | В                     | Ж                     | Л                     | Г                     |
| 0 −13 −14                                                            | 0 −12 −16             | 0 1 −10               | 0 12 −3               | 0 20 7                | 0 19 11               | 0 23 14               | 0 22 11               | 0 15 9                | 0 6 −2                | 0 −4 −7               | 0 −14 −15             |
| Середня макс. і мін. температури повітря (°C) Атмосферні опади (мм), |                       |                       |                       |                       |                       |                       |                       |                       |                       |                       |                       |

Клімат села помірно континентальний з чітко вираженою сезонністю. Характерні ознаки клімату: тепле літо, помірно холодна зі стійким сніговим покривом зима і добре виражені, але менш тривалі перехідні періоди — навесні та восени.
Середня річна температура повітря останніх становить ~ +4,4°С. Найхолодніший місяць року — січень, з температурою повітря −13°С. Липень — найтепліший місяць року, з середньою температурою близько +23,0°С. В деякі роки в спекотні дні максимальна температура повітря досягала +39°С.
Середньорічна кількість опадів становить 630 мм. Максимальна висота снігового покриву наприкінці лютого становить від 20 до 30 см.

## Історія
Село Барятіно засноване у 1898 році, як селище при залізничній станції Барятінська.
З 1929 року Барятінне є районним центром однойменного району Сухиницького округу Західної області, з 1944 року — Калузької області.
З 2006 року село також є центром сільського поселення «Село Барятіно», що об'єднує 6 населених пунктів: Барятіно, Красний Холм, Полом, Крута, Рокитне, Езовня, із загальною чисельністю 3116 осіб.

## Населення
| 1913 | 1926 | 1939  | 1959  | 1970  | 1979  | 1989  | 2002  | 2010  | 2017  |
| 312  | ↗381 | ↗1492 | ↗1935 | ↗2230 | ↗2610 | ↗2926 | ↘2675 | ↗2748 | ↘2645 |